# جامعة صحار
جامعة صحار هي أول جامعة عُمانية خاصة.
مؤسسة أكاديمية تقع في سلطنة عمان، تأسست سنة 2001 م. تضم ست كليات رئيسية وهي كلية إدارة الأعمال وكلية الهندسة وكلية الحاسوب وتقنية المعلومات و كلية التربية والآداب وكلية الدراسات اللغوية وكلية القانون. تمنح الجامعة درجة الدبلوم ودرجة البكالوريوس ودرجة الماجستير بالإضافة إلى درجة الدكتوراة في تخصصات متنوعة.

## الكليات
تمنح الجامعة درجات البكالوريوس والماجستير وتضم الجامعة ست كليات وهي:
- إدارة الأعمال
- الحاسوب و تقنية المعلومات
- التربية و الآداب
- الهندسة
- الدراسات اللغوية
- القانون

## روابط خارجية
- موقع الجامعة